# Marcus Nummius Senecio Albinus
Marcus Nummius Senecio Albinus war ein römischer Politiker und Senator.
Albinus stammte aus Benevent in Süditalien (es gab auch Verwandtschaftsbeziehungen zu den Roscii aus Brixia) und war ein Sohn des Marcus Nummius Umbrius Primus Senecio Albinus, der 206 Konsul gewesen war. Im Jahr 227, unter Kaiser Severus Alexander, wurde Albinus ordentlicher Konsul.
Sein Sohn war sehr wahrscheinlich Nummius Albinus, Stadtpräfekt und Konsul zum zweiten Mal im Jahr 263.